# Lubrze
Lubrze – wieś w Polsce położona w województwie wielkopolskim, w powiecie średzkim, w gminie Krzykosy.
Wieś duchowna Lubrza, własność kapituły katedralnej gnieźnieńskiej, pod koniec XVI wieku leżała w powiecie pyzdrskim województwa kaliskiego. W latach 1975–1998 miejscowość administracyjnie należała do województwa poznańskiego.

## Historia
Wieś wzmiankowana w 1357, a nazwa pochodzi od nazwiska Lubrza. Własność kapituły gnieźnieńskiej. W czasie potopu szwedzkiego miejsce bitwy pod Lubrzem, gdzie w bitwie pomiędzy Szwedami a szlachtą i chłopami polskimi ginie szwedzki generał Jan Wejhard Wrzesowicz. W XIX wieku własność generała napoleońskiego Amilkara Kosińskiego z Koszut. W 1945 rozegrała się tu bitwa o most pomiędzy własowcami a żołnierzami Armii Czerwonej.